# Liste der Baudenkmale in Ralswiek
In der Liste der Baudenkmale in Ralswiek sind alle Baudenkmale der Gemeinde Ralswiek (Landkreis Vorpommern-Rügen) und ihrer Ortsteile aufgelistet. Grundlage ist die Veröffentlichung der Denkmalliste des Landkreises Vorpommern-Rügen, Auszug aus der Kreisdenkmalliste vom August 2015.

## Ralswiek
| ID  | Lage                   | Bezeichnung                        | Beschreibung | Bild                               |
| --- | ---------------------- | ---------------------------------- | --- | ---------------------------------- |
| 861 | Am Bodden              | Frachtensegler „Käte“              | | Frachtensegler „Käte“              |
| 593 | Am Bodden 28           | Kriegerdenkmal 1914/18             | |                                    |
| 589 | Am Bodden 30 (Karte)   | Altes Schloss                      | | Altes Schloss                      |
| 591 | Dorfstraße 58a (Karte) | Kapelle (Schwedenkirche)           | 1-gesch. Holzbau von 1907 | Kapelle (Schwedenkirche)           |
| 590 | Parkstraße             | Park                               | |                                    |
| 590 | Parkstraße 35 (Karte)  | Neues Schloss                      | Sanierter, historisierender, 2-gesch., 11-achs. Putzbau von 1896 mit zwei 3-gesch. Seitentürmchen, einem mittl. 4-gesch. Turm mit einer spitzen Haube und dem 7-achs. Anbau des Marstalls von 1913 nach Plänen von Gustav Stroh für Graf von Douglas. | Weitere Bilder                     |
| 596 | Parkstraße 41 (Karte)  | Wohnhaus („Torhaus“)               | | Wohnhaus („Torhaus“)               |
| 595 | Parkstraße 44 (Karte)  | Wohnhaus mit Toranlage („Eckhaus“) | | Wohnhaus mit Toranlage („Eckhaus“) |

## Augustenhof
| ID | Lage                 | Bezeichnung         | Beschreibung | Bild                |
| -- | -------------------- | ------------------- | ------------ | ------------------- |
| 30 | Dorfstraße 2 (Karte) | Wohnhaus (Forsthof) |              | Wohnhaus (Forsthof) |

## Quelle
- Denkmalliste des Landkreises Vorpommern-Rügen